# CA La Caja de Canarias
CA La Caja de Canarias – hiszpański klub szachowy z siedzibą w Las Palmas de Gran Canaria, pięciokrotny mistrz kraju. W przeszłości występował także pod nazwą CA Caja Insular de Ahorros.

## Historia
Klub powstał w 1967 roku. W 1970 roku zadebiutował w rozgrywkach Primera División, zdobywając wówczas piąte miejsce. W latach 1971–1972 zespół uzyskał wicemistrzostwo kraju. W sezonie 1973 szachiści klubu zdobyli pierwsze mistrzostwo Hiszpanii. W składzie zespołu znajdowali się wówczas m.in. Ricardo Calvo, Fernando Visier Segovia i Augusto Menvielle Laccourreye. Rok później uzyskano wicemistrzostwo, a w latach 1976–1977 zdobyto mistrzostwo kraju. W tym okresie w zespole grał m.in. Bent Larsen. W 1978 roku zespół zadebiutował w Pucharze Europy, odpadając w pierwszej rundzie z GS Banco di Roma. W 1979 roku klub spadł do Segunda División, awansował rok później, a w 1981 roku ponownie spadł z najwyższej ligi. W 1984 roku powrócił do Primera División. W sezonie 1986 szachiści klubu uzyskali trzecie miejsce, a rok później – drugie. W latach 1988 oraz 1990 CA La Caja de Canarias uzyskał tytuły mistrzowskie. W 1989 roku klub po raz drugi uczestniczył w Pucharze Europy, odpadając w pierwszej rundzie z Tigranem Petrosjanem Moskwa. W 1991 roku klub był trzeci w Primera División, a w latach 1992–1993 zajął drugie miejsce w lidze. W 1996 i 1999 roku zespół uzyskał trzecie miejsce w tabeli. W 2000 roku nastąpił spadek z ligi, do której klub powrócił dwa lata później. W 2005 roku klub ponownie spadł, a w 2006 roku nastąpił ponowny awans na najwyższy poziom rozgrywek. W 2007 roku nastąpił ponowny spadek.

## Arcymistrzowie w historii klubu
- Ołeksandr Areszczenko[13]
- Ołeksandr Bielawski[14]
- Daniel Cámpora[15]
- Alexander Csernyin[16]
- / Julio Granda Zuñiga[17][18]
- Michaił Gurewicz[19]
- Miguel Illescas Córdoba[20]
- Félix Izeta Txabarri[21]
- Anatolij Karpow[22]
- Bojan Kurajica[13]
- Bent Larsen[23]
- Joël Lautier[24]
- Kamil Mitoń[13]
- / Iván Morovic[20][25]
- Manuel Rivas Pastor[26]
- Alfonso Romero Holmes[18]
- Anatolij Wajser[21]